# 136 (getal)
136 is het natuurlijke getal volgend op 135 en voorafgaand aan 137.
136 is een driehoeksgetal.